# Мальцева, Ольга Сергеевна
Ольга Сергеевна Мальцева (род. 20 ноября 1978, Ростов-на-Дону, СССР) — российская телеведущая. Работала на каналах НТВ, Моя планета, Москва 24 и Россия-1.

## Биография
Родилась 20 ноября 1978 года в городе Ростове-на-Дону.
В 2000 году закончила мех-мат РГУ. Начинала карьеру тележурналиста в Ростове-на-Дону (Дон-ТР, 3 канал-REN TV и СТС-Южный регион). Работала корреспондентом новостных программ, автором и ведущей развлекательных.
В 2006 году переехала в Москву. 4 года работала в Дирекции утреннего вещания Первый канал редактором и режиссёром рубрики ОТК с Антоном Привольновым. В этом же 2006 году вышла замуж. В 2007 году родила дочь.
В 2008 году в свободное от основной работы время вела «Ночной молодёжный канал» на канале Доверие.
В 2010 году стала автором и ведущей первого теле-гида о путешествиях выходного дня в Москве и окрестностях, выходила в эфиры каналов: «Моя планета» и «Москва 24».
В 2012 году попала в «ПЕРЕДЕЛКУ». Два года вела программу «Квартирный вопрос» на НТВ.
В 2014 году делает программу о праздниках МИРА для каналов «Моя планета» и «Россия-1». Автор сценария и ведущая. Программа называется Не жизнь, а праздник.
Год 2015. От канала МАМА получает предложение вести ТЕЛЕ- ГИД о путешествиях с детьми. Отправляется в путешествие вместе с дочкой Василисой. Программа Большое путешествие снималась в Сочи, Испании, Грузии, Чехии.
В 2017 году в эфире программы «Квартирный вопрос» на НТВ начинают появляться сюжеты по следам её переделок. Ольга в них работает в кадре.
В 2018 году рожает сына.
В 2020 году Ольга снова появляется на НТВ в качестве ведущей программы «Квартирный вопрос»
В сентябре 2020 года в эфир РОССИЯ 1 выходит программа Большая Переделка, Программу о дизайне и порядке ведёт Ольга Миндель.
Программу «Квартирный вопрос» она в разное время вела под разными фамилиями: В 2012 — Шульга, в 2017 — Мальцева, в 2020 — Миндель.